# Silja Kanerva
Silja Kanerva, född den 28 januari 1985 i San Diego, Kalifornien, är en finländsk seglare.
Hon tog OS-brons i match racing i samband med de olympiska seglingstävlingarna 2012 i London.